# Riedelia longifolia
Riedelia longifolia là một loài thực vật có hoa trong họ Gừng. Loài này được Theodoric Valeton miêu tả khoa học đầu tiên năm 1914.

## Phân bố
Loài này được tìm thấy ở cao độ khoảng 450 m trong rừng tại Somadjidji, đông bắc Papua New Guinea. Mẫu vật điển hình: F.R.R. Schlechter 17360 do Rudolf Schlechter thu thập ngày 6 tháng 5 năm 1909.